# Felix Remuta
Felix Remuta (* 6. Januar 1998 in Holzkirchen) ist ein deutscher Turner. In den Jahren 2018 und 2019 wurde er Deutscher Meister am Sprung. Vom Deutschen Turner-Bund wurde Remuta für die 50. Turn-Weltmeisterschaften 2021 in Kitakyūshū, Japan, nominiert.

## Karriere
Felix Remuta begann mit drei Jahren das Gerätturnen beim TuS Holzkirchen und später beim TV Bad Tölz 1966, engagierte sich aber auch in anderen Sportarten wie Eishockey, Tennis oder Fußball. Bei den Oberbayerischen Meisterschaften wurde Remuta im Alter von sieben Jahren vom TSV Unterhaching gescoutet und wechselte zu diesem Verein, für den er noch heute antritt. Mit dem Gewinn erster Medaillen bei Deutschen Jugendmeisterschaften fokussierte er sich vermehrt auf diese Sportart und konnte unter anderem eine Goldmedaille im Mehrkampf 2014 sowie mehrere Medaillen an seinem Spezialgerät, dem Sprung, gewinnen. Als Mitglied der deutschen Junioren-Nationalmannschaft nahm er 2016 an den Junioren-Europameisterschaften teil, hatte sich jedoch kurz zuvor verletzt und konnte daher nicht alle Übungen vollständig turnen.
Im Jahr 2016 wechselte Remuta zu den Senioren und konnte schon zwei Jahre später erste Medaillen bei den Deutschen Meisterschaften gewinnen, darunter zweimal Gold in den Jahren 2018 und 2019 im Sprung. Darüber hinaus trat Remuta bei mehreren internationalen Wettkämpfen wie dem World Cup 2018 in Doha, dem Turnier der Meister 2018 in Cottbus und dem DTB-Pokal 2018 und 2019 an, bei dem er im letzteren Jahr mit der Mannschaft die Silbermedaille erreichen konnte. Beim Toyota-Cup 2018 im japanischen Toyota konnte Remuta eine Bronzemedaille am Sprung erturnen. Er nahm an den Turn-Europameisterschaften 2017 in Cluj-Napoca, 2019 in Stettin und 2021 in Basel teil und erreichte bei letzterer das Mehrkampffinale. Für die Turn-Weltmeisterschaften und die Olympischen Spiele in diesen Jahren konnte er sich jedoch nicht qualifizieren.
Im Oktober 2021 nahm er schließlich an der Qualifikation für die 50. Turn-Weltmeisterschaften 2021 in Kitakyūshū, Japan, am Olympischen und Paralympischen Trainingszentrum für Deutschland in Kienbaum teil und erreichte dort den vierten Platz. Er wurde im Nachgang vom Deutschen Turner-Bund für die Männermannschaft zu seiner ersten Weltmeisterschaftsteilnahme neben dem mehrfachen Weltmeisterschafts- und Olympiateilnehmer Andreas Bretschneider nominiert. Der Deutsche Turner-Bund tritt gemäß Nationaltrainer Waleri Belenki mit einer Mischung aus erfahreneren und jüngeren Turnern an, um letzteren die Möglichkeit zur Vorbereitung auf die Olympischen Sommerspiele 2024 in Paris zu ermöglichen. Ein Teil der Teilnehmer der Olympischen Sommerspiele 2021 hatte eine Teilnahme an den Turn-Weltmeisterschaften 2021 zuvor abgesagt. Remuta turnte an drei Geräten, konnte sich jedoch für kein Gerätefinale qualifizieren.
Remuta trat zunächst für die Exquisa Oberbayern in der Deutschen Turnliga an und wechselte 2016 zur TG Saar. Mit letzterem Verein wurde er unter anderem im Jahr 2020 Deutscher Mannschaftsmeister. Remuta wurde unter anderem von Kurt Schmid, Richard Hörle, Kurt Szilier, Jens Milbradt (Junioren-Nationaltrainer) und Waleri Belenki (Nationaltrainer), trainiert.
Nach seinem Abitur 2016 am Lise-Meitner-Gymnasium Unterhaching und einem Freiwilligen Sozialen Jahr absolviert Remuta in Dachau eine Ausbildung zum Polizeimeister bei der Polizei Bayern, die er 2022 abschließen will. Er ist der erste Turner, der in die Bayerische Spitzensportgruppe aufgenommen wurde.
Remuta wurde mit einem Eintrag ins Goldene Buch seiner Geburtsstadt Holzkirchen geehrt.